# لس کوکر (بازیکن فوتبال، زاده۱۹۳۹)
لس کوکر (انگلیسی: Les Cocker; ۱۸ سپتامبر ۱۹۳۹ – فوریه ۲۰۱۷ (aged 77)) بازیکن فوتبال اهل بریتانیا بود.
از باشگاه‌هایی که در آن بازی کرده‌است می‌توان به باشگاه فوتبال ولورهمپتون واندررز و باشگاه فوتبال هرفورد یونایتد اشاره کرد.